# Bâtiment de la première banque de crédit de Smederevo
Le bâtiment de la première banque de crédit à Smederevo (en serbe cyrillique : Зграда Прве смедеревске кредитне банке ; en serbe latin : Zgrada Prve smederevske kreditne banke) se trouve à Smederevo, dans le district de Podunavlje, en Serbie. Il est inscrit sur la liste des monuments culturels protégés de la république de Serbie (identifiant no SK 555).

## Présentation
Après le bureau de crédit de Belgrade et la première banque de Serbie, la première banque de crédit de Smederevo a été fondée en 1871, à l'époque où la ville était une ville frontière et que le commerce était florissant entre la Serbie et les terres austro-hongroises ; le but de la banque était de faciliter les échanges économiques. Le premier président de l'établissement était le marchand Mata Popović et le vice-président était Dina Mančić, un autre marchand qui, par la suite, a été un bienfaiteur de la ville de Smederevo,.
Le bâtiment a été construit de 1903 à 1904 dans la rue principale de Smederevo qui conduisait de la place centrale au port. Il a été conçu par les ingénieurs Jovan Banić et Dimitrije Milošević dans un style éclectique influencé par le style néo-Renaissance. Il s'inscrit dans un plan suivant la lettre « T » et est constitué d'une cave, d'un haut rez-de-chaussée et d'un attique. La partie centrale de la façade sur rue est de style néo-Renaissance, avec une influence néo-baroque ; l'avancée centrale est ainsi dotée d'une riche décoration plastique. À l'intérieur, le vestibule et l'escalier d'entrée étaient autrefois conçus pour l'apparat et luxueusement ornés.
La réputation et la puissance de la première banque de crédit de Smederevo est mise en évicence par le fait qu'elle disposait d'une succursale prestigieuse à Belgrade, située 39 Terazije. Ce bâtiment belgradois construit en 1910-1912, inscrit sur la liste des monuments culturels de grande importance du pays,, a conservé le nom de « Banque de Smederevo sur Terazije » jusqu'à aujourd'hui.

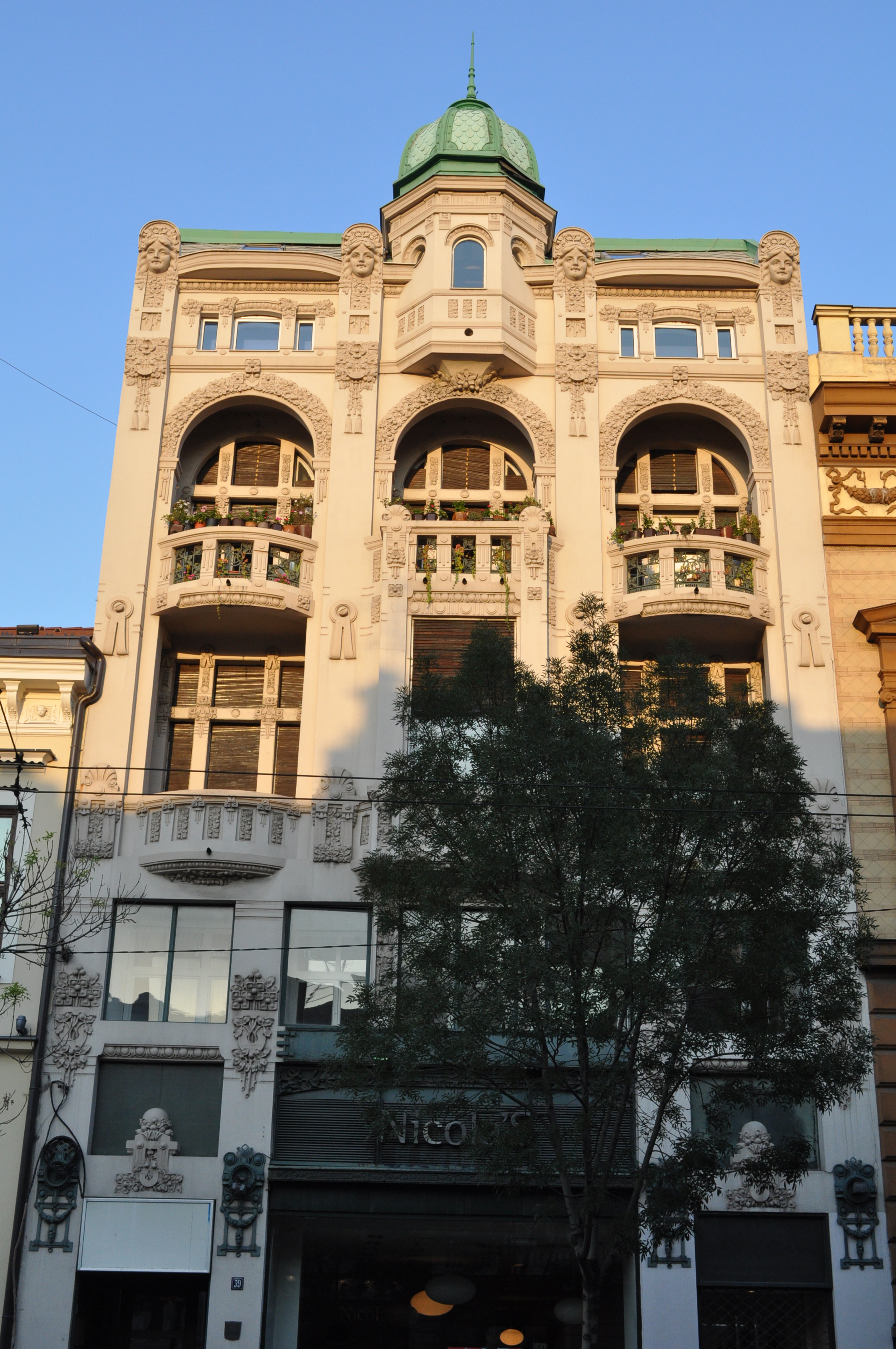
À titre d'information : le bâtiment de la banque de Smederevo à Belgrade.

### Note
1. ↑  Dina Mančić a par exemple subventionné la construction du lycée de Smederevo.